# Episodi di Lui e lei (seconda stagione)
La seconda stagione della serie televisiva Lui e lei, dal titolo Lui e lei 2, andò in onda in prima visione su Rai Uno nel 1999.
| nº | Titolo                           | Prima TV Italia  |
| -- | -------------------------------- | ---------------- |
| 1  | Amore di mamma                   | 22 ottobre 1999  |
| 2  | Un uomo forte                    | 29 ottobre 1999  |
| 3  | Un bene prezioso                 | 5 novembre 1999  |
| 4  | Mamma dove sei?                  | 12 novembre 1999 |
| 5  | Amici per la pelle               | 19 novembre 1999 |
| 6  | Una responsabilità troppo grande | 26 novembre 1999 |
| 7  | Il campione                      | 3 dicembre 1999  |
| 8  | Danni materiali                  | 10 dicembre 1999 |

## Amore di mamma
- Diretto da:
- Scritto da:

### Trama
- Guest star:
- Altri interpreti: Federica Citarella